# Liste des compagnies aériennes en France
Liste des compagnies aériennes françaises.
Cette liste comprend les compagnies aériennes en France métropolitaine et en Outre-Mer
| Compagnie aérienne                                | Siège social                  | Type                                    | territoire               | Passagers (2013)   | Passagers (2021) |
| ------------------------------------------------- | ----------------------------- | --------------------------------------- | ------------------------ | ------------------ | ---------------- |
| Aéralp                                            | Saint-Étienne-de-Saint-Geoirs | formation                               | Isère                    |                    |                  |
| Aérocime                                          | Megève                        | Vols touristiques                       | Haute-Savoie             |                    |                  |
| Aérovision                                        | Le Bourget                    | Vols à la demande                       | Seine-Saint-Denis        |                    |                  |
| Air Alizé                                         | Nouméa                        | Vols à la demande                       | Nouvelle-Calédonie       |                    |                  |
| Air Archipels                                     | Faaa                          | Vols à la demande                       | Polynésie française      |                    |                  |
| Air Austral                                       | Saint-Denis                   | long courrier, moyen courrier, régional | La Réunion               | 1 068 257          | 442 276          |
| Air Calédonie                                     | Nouméa                        | régional                                | Nouvelle-Calédonie       | 401 098            | 262 055          |
| Aircalin                                          | Nouméa                        | long courrier, moyen courrier, régional | Nouvelle-Calédonie       | 403 700            | 65 099           |
| Air Caraïbes                                      | Les Abymes                    | long courrier, moyen courrier, régional | Guadeloupe               | 1 231 712          | 929 000          |
| Air Caraïbes Atlantique                           | Wissous                       | long courrier                           | Essonne                  |                    |                  |
| Air Corsica                                       | Ajaccio                       | moyen courrier, régional                | Corse-du-Sud             | 1 703 598          | 1 599 259        |
| Air France                                        | Roissy-en-France              | long courrier, moyen courrier, fret     | Val-d'Oise               | 46 866 245         | 22 176 132       |
| Air ITM                                           | Paris                         | aviation d'affaires                     | Lorient                  |                    |                  |
| Air Loyauté                                       | Nouméa                        | vols à la demande                       | Nouvelle-Calédonie       |                    |                  |
| Air' Mana                                         | Longvic                       | vols à la demande                       | Côte-d'Or                | (disparue en 2016) |                  |
| Air Moana                                         | Papeete                       | régional                                | Polynésie française      |                    |                  |
| AIR PLUS                                          | Toulouse                      | hélicoptères                            | Haute-Garonne            |                    |                  |
| Air Saint-Pierre                                  | Saint-Pierre-et-Miquelon      | régional                                | Saint-Pierre-et-Miquelon | 34 283             |                  |
| Air Tahiti                                        | Faaa                          | régional                                | Polynésie française      | 759 552            | 631 173          |
| Air Tahiti Nui                                    | Faaa                          | long courrier                           | Polynésie française      | 385 070            | 142 747          |
| Air Tarn Hélicoptère                              | Labruguière                   | hélicoptères                            | Tarn                     |                    |                  |
| Airailes                                          | Colmar                        | aviation d'affaires                     | Haut-Rhin                |                    |                  |
| Airawak                                           | Le Lamentin                   | vols à la demande                       | Martinique               |                    |                  |
| Airbus Transport International                    | Blagnac                       | Fret                                    | Haute-Garonne            |                    |                  |
| Airlec Air Espace                                 | Mérignac                      | aviation d’affaires                     | Gironde                  |                    |                  |
| ALPHI                                             | Paris                         | hélicoptères                            | Paris                    |                    |                  |
| Altagna                                           | Borgo                         | évacuation sanitaire                    | Haute-Corse              |                    |                  |
| APG Airlines                                      | Paris                         | régional                                | Paris                    | 473                |                  |
| ASL Airlines France                               | Roissy                        | moyen courrier                          | Val-d'Oise               | 470 558            | 104 361          |
| Aston Jet                                         | Toussus-Le-Noble              | aviation d’affaires                     | Yvelines                 |                    |                  |
| Atlantique Air Assistance                         | La Chevrolière                | vols à la demande                       | Loire-Atlantique         |                    |                  |
| AVIALPES                                          | Poisy                         | vols touristiques, formation            | Haute-Savoie             |                    |                  |
| Aviation Défense Service                          | Saint-Gilles                  | vols à la demande                       | Gard                     |                    |                  |
| Aviation sans frontières                          | Orly                          | missions humanitaires                   | Val-de-Marne             |                    |                  |
| Azur Hélicoptère                                  | Cannes                        | hélicoptères                            | Alpes-Maritimes          | 5 983              |                  |
| Blugeon Hélicoptères                              | Morzine                       | hélicoptères                            | Haute-Savoie             |                    |                  |
| CAIRE : Air Guyane Express & Air Antilles Express | Matoury                       | régional                                | Guyane                   | 273 272            | 188 827          |
| Chalair Aviation                                  | Carpiquet                     | régional                                | Calvados                 | 22 004             | 34 755           |
| Corail Hélicoptères                               | Saint-Pierre                  | hélicoptères                            | La Réunion               |                    |                  |
| Corsair International                             | Rungis                        | long courrier                           | Val-de-Marne             | 1 235 484          | 608 356          |
| Corse Hélicoptère                                 | Ajaccio                       | hélicoptère                             | Corse                    |                    |                  |
| Dassault Falcon Service                           | Le Bourget                    | aviation d’affaires                     | Seine-Saint-Denis        |                    |                  |
| Evolem                                            | Lyon                          | aviation d’affaires                     | Rhône                    |                    |                  |
| Ewa Air                                           | Dzaoudzi                      | régional                                | Mayotte                  |                    |                  |
| Enhance Aéro (Liquidée en 2018)                   | Clermont-Ferrand              | vols à la demande                       | Puy-de-Dôme              |                    |                  |
| Finistair                                         | Guipavas                      | régional                                | Finistère                |                    |                  |
| France Copter                                     | La Ferté-Alais                | hélicoptères                            | Essonne                  |                    |                  |
| French Bee                                        | Belleville-sur-Vie            | long courrier                           | 85                       |                    | 281 105          |
| Global Héli Services                              | Marseille                     | hélicoptères                            | Bouches-du-Rhône         |                    |                  |
| Hégé service                                      | Toussus-le-Noble              | hélicoptères                            | Yvelines                 |                    |                  |
| Héli 12                                           | Salles-la-Source              | hélicoptères                            | Aveyron                  |                    |                  |
| Héli Béarn                                        | Serres-Castet                 | hélicoptères                            | Pyrénées-Atlantiques     |                    |                  |
| Héli Challenge                                    | Tallard                       | hélicoptères                            | Hautes-Alpes             |                    |                  |
| Héli Evenements                                   | Boos                          | hélicoptères                            | Seine-Maritime           |                    |                  |
| Héli Nord                                         | Prouvy                        | hélicoptères                            | Nord                     |                    |                  |
| Héli Sécurité                                     | Grimaud                       | hélicoptères                            | Var                      | 8 410              |                  |
| Héli Sphère                                       | Saint-Denis-de-l'Hôtel        | hélicoptères                            | Loiret                   |                    |                  |
| Héli Time                                         | Corneville-sur-Risle          | hélicoptères                            | Eure                     |                    |                  |
| Héli-Union                                        | Paris                         | hélicoptères                            | Paris                    |                    |                  |
| Héliberté HJS                                     | Le Mans                       | hélicoptères                            | Sarthe                   |                    |                  |
| Héliblue                                          | Les Trois-Îlets               | hélicoptères                            | Martinique               |                    |                  |
| Hélico Sun                                        | Grenoble                      | hélicoptères                            | Isère                    |                    |                  |
| Hélicocéan                                        | Nouméa                        | hélicoptères                            | Nouvelle-Calédonie       |                    |                  |
| Hélicoptères de France                            | Tallard                       | hélicoptères                            | Hautes-Alpes             |                    |                  |
| Hélifirst                                         | Paris                         | hélicoptères                            | Paris                    |                    |                  |
| Héli-Horizon                                      | Toussus-le-Noble              | hélicoptères                            | Yvelines                 |                    |                  |
| Hélilagon                                         | Saint-Paul                    | hélicoptères                            | La Réunion               |                    |                  |
| Helios Corporate                                  | Biarritz                      | hélicoptères                            | Pyrénées-Atlantiques     |                    |                  |
| Héli-Pro-Passion                                  | Bordeaux                      | hélicoptères                            | Gironde                  |                    |                  |
| Hélisair                                          | Le Versoud                    | hélicoptères                            | Isère                    |                    |                  |
| Hélisud                                           | Païta                         | hélicoptères                            | Nouvelle-Calédonie       |                    |                  |
| Hélitel                                           | Auberive                      | hélicoptères                            | Haute-Marne              |                    |                  |
| Héli-Travaux                                      | Charnay-lès-Mâcon             | hélicoptères                            | Saône-et-Loire           |                    |                  |
| Hélittoral                                        | Perpignan                     | hélicoptères                            | Pyrénées-Orientales      |                    |                  |
| Hex'air                                           | Loudes                        | régional                                | Haute-Loire              | 12 116             |                  |
| Hop !-Airlinair                                   | Rungis                        | régional                                | Val-de-Marne             |                    |                  |
| HOP!                                              | Rungis                        | régional                                | Val-de-Marne             | 4 040 005          |                  |
| Hop !-Brit Air                                    | Morlaix                       | régional                                | Finistère                |                    |                  |
| Hop !-Régional                                    | Bouguenais                    | régional                                | Loire-Atlantique         |                    |                  |
| Inaer Helicopter France                           | Le Cannet-des-Maures          | hélicoptères                            | Var                      |                    |                  |
| Inaer Helicopter France Nelle-Calédonie           | Le Cannet-des-Maures          | hélicoptères                            | Var                      |                    |                  |
| Inzee Air                                         | Vatry                         | moyen courrier                          | Marne                    |                    |                  |
| Ixair                                             | Le Bourget                    | aviation d’affaires                     | Seine-Saint-Denis        |                    |                  |
| Jac-Héli                                          | Rochefort                     | hélicoptères                            | Charente-Maritime        |                    |                  |
| Jet Azur                                          | Cannes                        | hélicoptères                            | Alpes-Maritimes          |                    |                  |
| Jet Corp (Jet Corporate)                          | Bron                          | aviation d’affaires                     | Rhône                    |                    |                  |
| JET SYSTEMS                                       | La Teste-de-Buch              | hélicoptères                            | Gironde                  |                    |                  |
| Jet Systems Hélicoptères Service                  | Chabeuil                      | hélicoptères                            | Drôme                    |                    |                  |
| Joon                                              | Paris CDG                     | long-courriers                          | Île-de-France            |                    |                  |
| La Baule Aviation                                 | La Baule                      | aviation d’affaires                     | Loire-Atlantique         |                    |                  |
| La Compagnie Boutique Airline                     | Le Bourget                    | long courrier                           | Seine-Saint-Denis        |                    |                  |
| Languedoc Aviation Compagnie Aérienne             | Lézignan-Corbières            | vols touristiques, formation            | Aude                     |                    |                  |
| Lorraine Aviation                                 | Tomblaine                     | aviation d’affaires                     | Meurthe-et-Moselle       |                    |                  |
| Mafate Hélicoptères                               | Salazie                       | hélicoptères                            | La Réunion               |                    |                  |
| MBH SAMU                                          | Annemasse                     | hélicoptères                            | Haute-Savoie             |                    |                  |
| Michelin Air Services                             | Clermont-Ferrand              | aviation d’affaires                     | Puy-de-Dôme              | 10 891 (2019)      |                  |
| Mont Blanc Hélicoptères                           | Annemasse                     | hélicoptères                            | Haute-Savoie             |                    |                  |
| Open Flight                                       | Vitrolles                     | vols à la demande                       | Bouches-du-Rhône         |                    |                  |
| OpenSkies                                         | Rungis                        | long courrier                           | Seine-Saint-Denis        | 144 648            |                  |
| Oya Vendée Hélicoptères                           | L'Île-d'Yeu                   | hélicoptères                            | Vendée                   |                    |                  |
| Oyonnair                                          | Izernore                      | vols à la demande                       | Ain                      |                    |                  |
| Pan Européenne                                    | Viviers-du-Lac                | aviation d’affaires                     | Savoie                   |                    |                  |
| Pan Européenne Air Service                        | Viviers-du-Lac                | aviation d’affaires                     | Savoie                   | 8 294              |                  |
| Phénix Aviation                                   | Le Havre                      | vols à la demande                       | Seine-Maritime           |                    |                  |
| Pol'air                                           | Punaauia                      | vols à la demande                       | Polynésie française      |                    |                  |
| Rectimo Air Transports                            | Viviers-du-Lac                | vols à la demande                       | Savoie                   |                    |                  |
| Regourd aviation (Amelia International)           | Paris                         | régional et vols à la demande           | Paris                    | 217 000 (2019)     |                  |
| Revolution'Air                                    | Vitrolles                     | vols à la demande                       | Bouches du Rhône         |                    |                  |
| SAF Aerogroup                                     | Frontenex                     | hélicoptères                            | Savoie                   |                    |                  |
| Skycam Hélicoptères                               | Le Castellet                  | hélicoptères                            | Var                      |                    |                  |
| Star Service International                        | Saint-Denis-de-l'Hôtel        | aviation d’affaires                     | Loiret                   |                    |                  |
| St Barth Commuter                                 | Saint-Barthélemy              | régional                                | Guadeloupe               | 39 788             | 35 881           |
| Tahiti Helicopters                                | Faa'a                         | hélicoptères                            | Polynésie française      |                    |                  |
| Take Air                                          | Le Lamentin                   | régional                                | Martinique               |                    |                  |
| Touraine Hélicoptère                              | Neuvy-le-Roi                  | hélicoptères                            | Indre-et-Loire           |                    |                  |
| Transavia France                                  | Paray-Vieille-Poste           | moyen courrier                          | Essonne                  | 2 325 914          | 4 741 612        |
| Twin Jet                                          | Aix-en-Provence               | régional                                | Bouches-du-Rhône         | 66 388             |                  |
| Unijet                                            | Le Bourget                    | aviation d’affaires                     | Seine-Saint-Denis        |                    |                  |
| VOLDIRECT                                         | Chantepie                     | vols à la demande                       | Ille-et-Vilaine          |                    |                  |
| Wijet                                             | Paris                         | aviation d’affaires                     | Paris                    |                    |                  |
| XL Airways France (liquidée)                      | Roissy                        | long courrier, moyen courrier           | Val-d'Oise               | 927 456            |                  |
| YL-J                                              | Guitinières                   | hélicoptères                            | Charente-Maritime        |                    |                  |

Entre 2013 et 2019 on note une baisse, parfois importante, du nombre de passagers pour la plupart des compagnies. Cette baisse, est expliqué par les marques laissées par la pandémie de la Covid-19 en 2020, un an après - en 2021 - le trafic aérien n'était pas revenu à la normal. En 2023, le nombre de passagers à retrouvé un niveau comparable à son niveau d'avant pandémie. 